# Heut ist gewiß ein guter Tag, BWV Anh. 7
Heut ist gewiß ein guter Tag, BWV Anh. 7 (Avui és sens dubte, un bon dia) és una cantata perduda de Bach de l'època de Köthen, estrenada, probablement, el 10 de desembre de 1720, de felicitació per l'aniversari del Príncep Leopold d'Anhalt-Köthen. El text és de Christian Friedrich Hunold, professor de Poètica i de Dret de la Universitat de Halle, que firmava amb el pseudònim de Menantes.